# Trudoliúbivka
Trudoliúbivka (en (ucraïnès): Трудолюбівка, en rus: Трудолюбовка) és un poble de la República Autònoma de Crimea, a Ucraïna, que el 2014 tenia 512 habitants. Pertany al districte de Bakhtxissarai. Fins al 1948 la vila es deia Novi Bordak.